# Elfriedella amoena
Elfriedella amoena är en tvåvingeart som beskrevs av Louis-Paul Mesnil 1957. Elfriedella amoena ingår i släktet Elfriedella och familjen parasitflugor. Inga underarter finns listade i Catalogue of Life.